# 4758 Hermitage
4758 Hermitage eller 1978 SN4 är en asteroid i huvudbältet som upptäcktes den 27 september 1978 av den ryska astronomen Ljudmila Tjernych vid Krims astrofysiska observatorium på Krim. Den är uppkallad efter konstmuseet Eremitaget i Sankt Petersburg.
Asteroiden har en diameter på ungefär 19 kilometer och den tillhör asteroidgruppen Themis.